# نشانه فون براون-فرن‌والد
نشانه فون براون-فرن‌والد (انگلیسی: Von Braun-Fernwald's sign) نشانه‌ای بالینی است که در آن نرم‌شدگی غیرطبیعی و بزرگی بدنهٔ رحم در طول بارداری مشاهده می‌شود و معمولاً در هفتهٔ ۵ تا ۸ حاملگی یافت می‌شود. این نشانه نامش را از کارل ریتر فون فرن‌والد براون می‌گیرد.